# بری نیوهاویس
بری نیوهاویس (انگلیسی: Berry Nieuwenhuys; ۵ نوامبر ۱۹۱۱ – ۱۲ ژوئن ۱۹۸۴) بازیکن فوتبال اهل آفریقای جنوبی بود.
از باشگاه‌هایی که در آن بازی کرده‌است می‌توان به باشگاه فوتبال لیورپول و باشگاه فوتبال وستهام یونایتد اشاره کرد.